# JUMP (ベイビーレイズの曲)
『JUMP』（ジャンプ）は、ベイビーレイズの3枚目のシングル。2013年3月27日に、ポニーキャニオンより発売された。曲紹介は虎ノ門道場で高見が考えた「ベイビーレイズからの応援歌。ベイビーレイズでJUMP」。

## 収録曲

### 初回生産限定盤A
CD
1. JUMP [3:04]
(作詞：雨夏、作曲・編曲：Cell no.9 (hiroki from "Dragon Ash" and Hiroyuki Fujino))
2. 最上級!! [4:15]
(作詞：留歌、作曲：都啓一 (from"SOPHIA" "Rayflower")、編曲：都啓一・藤田宜久)
3. トゥゲザー! トゥゲザー! トゥゲザー! [4:20]
(作詞・作曲：寿千寿 (from"BACK DROP BOMB")・岡田恵介、編曲：NEURØGENESIS)
4. JUMP (Instrumental)
5. 最上級!! (Instrumental)
6. トゥゲザー! トゥゲザー! トゥゲザー! (Instrumental)

DVD
1. 「JUMP」 Music Video
2. 虎ノ門列伝 -林＆傳谷＆大矢編 前編-
3. 虎ノ門道場 -春の大運動会 前編-

特典
1. イベント参加券
2. オリジナル・トレーディングカード(タイプA)全5種より1種
3. モバイルポイント加算QR＆シリアルコード(8pt)

### 初回生産限定盤B
CD
1. JUMP
2. 最上級!!
3. SMILE [3:48]
(作詞・作曲：秋野温、編曲：鶴)
4. JUMP (Instrumental)
5. 最上級!! (Instrumental)
6. SMILE (Instrumental)

DVD
1. 「JUMP」 Music Video
2. JUMP Dance Ver.
3. 虎ノ門列伝 -林＆傳谷＆大矢編 後編-
4. 虎ノ門道場 -春の大運動会 後編-

特典
1. イベント参加券
2. オリジナル・トレーディングカード(タイプB)全5種より1種�
3. モバイルポイント加算QR&シリアルコード(8pt)

### 通常盤
CD
1. JUMP
2. 最上級!!
3. JUMP (Instrumental)
4. 最上級!! (Instrumental)

特典
初回生産分のみに封入。
1. イベント参加券
2. モバイルポイント加算QR＆シリアルコード(5pt)